# 2179 Платцек
2179 Платцек (2179 Platzeck) — астероїд головного поясу, відкритий 28 червня 1965 року.
Тіссеранів параметр щодо Юпітера — 3,217.